# رودريغو لوبريستي
رودريغو لوبريستي (بالإسبانية: Rodrigo Lopresti)‏ هو ممثل أرجنتيني، ولد في 6 سبتمبر 1976 ببوينس آيرس في الأرجنتين.

## وصلات خارجية
- رودريغو لوبريستي على موقع IMDb (الإنجليزية)
- رودريغو لوبريستي على موقع ألو سيني (الفرنسية)
- رودريغو لوبريستي على موقع أول موفي (الإنجليزية)
- رودريغو لوبريستي على موقع قاعدة بيانات الفيلم (الإنجليزية)
- رودريغو لوبريستي على موقع كينوبويسك (الروسية)